# Bercy (municipi)
Bercy és una antic municipi del departament del Sena que va existir de 1790 a 1859 abans de la seva incorporació al territori de la ciutat de París.

## Localització geogràfica
El municipi de Bercy formava part del departament del Sena. Bercy fou la primera part del districte de Bourg-la-Reine (que ràpidament va prendre el nom de districte de Bourg de l'Égalité) i va ser classificat al 2n cantó del districte, és a dir, el cantó de Vincennes ; l'any 1800 els districtes foren substituïts per arrondissements i el municipi de Bercy formava, doncs, part del districte de Sceaux i fou classificada al cantó de Charenton-le-Pont.
El municipi de Bercy tenia com a veïnes París, Saint-Mandé, Charenton-le-Pont i Ivry.
Al costat de París, el municipi de Bercy només termenejava amb un dels seus 12 districtes urbans, l'antic 8 districte de París i només un dels seus 48 districtes administratius, l'antic districte de Quinze-Vingts (major que l'actual barri de Quinze-Vingts).

Bercy en un mapa del departament del Sena de l'any 1859, a la vigília de l'ampliació de París.

### Límits de l'antic municipi

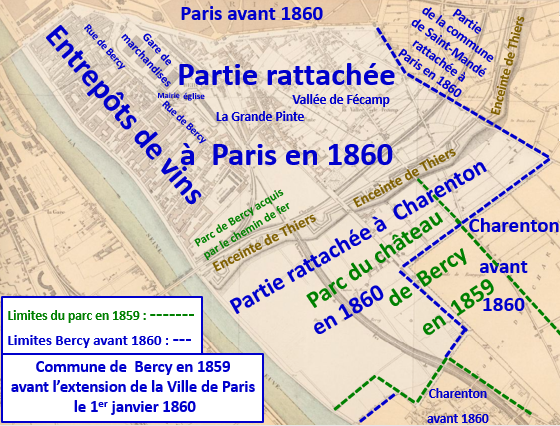
Límits de Bercy el 1859

Els límits de l'antic municipi de Bercy corresponen a les rutes següents:
- El Boulevard de la Rapée, part de l'actual Boulevard de Bercy, des de la Barrière de la Rapée fins a la de Bercy;
- Boulevard de Bercy, des de la barrera de Bercy fins a la barrera de Charenton;
- El Boulevard de Charenton, part de l'actual Boulevard de Reuilly, des de la Barrière de Charenton fins a la de Reuilly;
- Boulevard de Reuilly, des de la Barrière de Reuilly fins a la de Picpus;
- El camí de la Croix-Rouge, part de l'actual rue de Picpus, des de la Barrière de Picpus fins a l'encreuament de la Croix-Rouge (emplaçament de l'encreuament de la rue de Picpus amb l'actual avinguda Daumesnil);
- El Chemin des Marais, part de l'actual avinguda Daumesnil, des de l'encreuament de la Creu Roja fins a l'encreuament de l'Allée des Noyers (aproximadament a la ubicació de la cantonada de l'avinguda Daumesnil amb el Boulevard de la Guyane (Golden Gate);
- L'allée des Noyers, carreró del parc de l'antic castell de Bercy que va desaparèixer durant la urbanització del Bois de Vincennes de 1861 a 1865 que es trobava aproximadament a l'extensió de la rue de Valmy a Charenton fins a la porta Dorée que passava pel seu costat. la vora occidental de l'actual llac de Daumesnil;
- La carretera de París a Charenton, ara rue de Paris, des de l'entrada al castell de Bercy (creuament aproximadament amb la rue de Valmy) fins a l'encreuament amb l'avenue des Dames (creuant la rue de Paris amb l'avinguda de la Llibertat);
- L'avinguda de les Dames, part de l'actual avinguda de la Llibertat de Charenton, fins a l'encreuament de la Ruelle du Port-aux-Meules;
- El carreró de Port-aux-Meules, actual rue de l'Arcade a Charenton, fins al Sena.
- La riba del Sena des de la rue de l'Arcade fins a la Barrière de la Rapée.

## Antic Règim

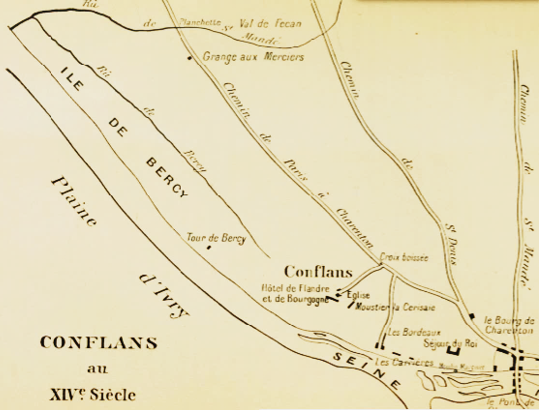
Bercy, Conflans i Charenton al

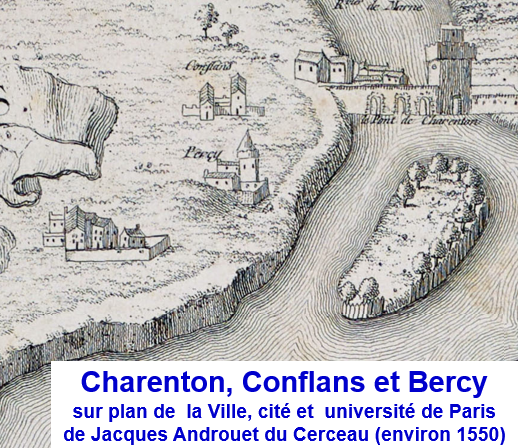
Charenton i Bercy sobre el pla Androuet du Cerceau de 1550

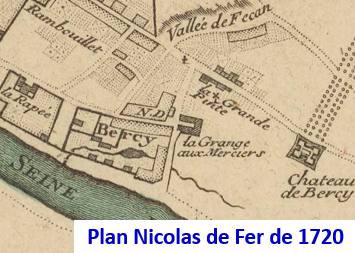
Bercy i el rierol en un plànol de Nicolas de Fer 1720

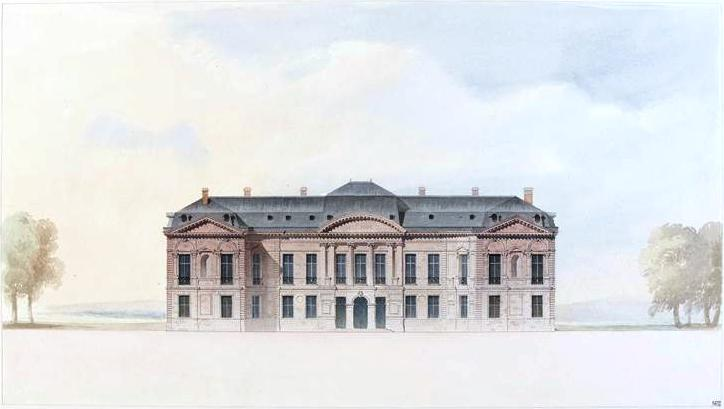
Antic castell de Bercy avui al territori de Charenton-le-Pont

El domini senyorial de Bercy va créixer a principis del segle XVII per l'absorció dels territoris veïns: terra i senyoria de la ciutat de Charenton el 1605; feu i senyoria de Grange-aux-Merciers, més tard conegut com a Petit-Bercy (localització actualment compresa aproximadament entre la Sena, el Boulevard de Bercy, la línia de ferrocarril i l'Avinguda dels Terroirs-du-France), venuda pel seu darrer propietari Thomas Le Cocq. El 1624 a Charles de Malon, senyor de Bercy; domini de Conflans el 1643.
Charles Henri de Malon va fer tancar el domini de Bercy (sense incloure l'antiga senyoria de La Granges aux Merciers) l'any 1658 i va arrasar l'antic casal fortificat situat a sota per construir un castell una mica més amunt a les altures d'estil clàssic. Va confiar l'obra a Louis Le Vau. El castell va ser acabat a partir de 1712 per Jacques de La Guépière.
Paral·lelament, la noblesa i la burgesia van fer construir cases de plaer, principalment al costat sud-oest de la rue de Bercy (nombres senars), els parcs o jardins de les quals s'estenia fins al camí del Sena (Pâté-París, hotel de la Rapée, Petit château de Bercy).
Al s. XVII Bercy formava part de la parròquia de Sant-Paul. El 1677, els sacerdots de la doctrina cristiana van rebre terres a Bercy. En ser l'església de Saint-Paul molt allunyada, la seva capella, la ubicació de la qual estava a prop de l'actual plaça Lachambaudie, fou pràcticament utilitzada com a església pels habitants de Bercy. Bercy depèn llavors de la parròquia de Sainte-Marguerite creada l'any 1712 l'església de la qual és encara massa llunyana per ser utilitzada de manera convenient.

### Municipi de Bercy (1790-1859)

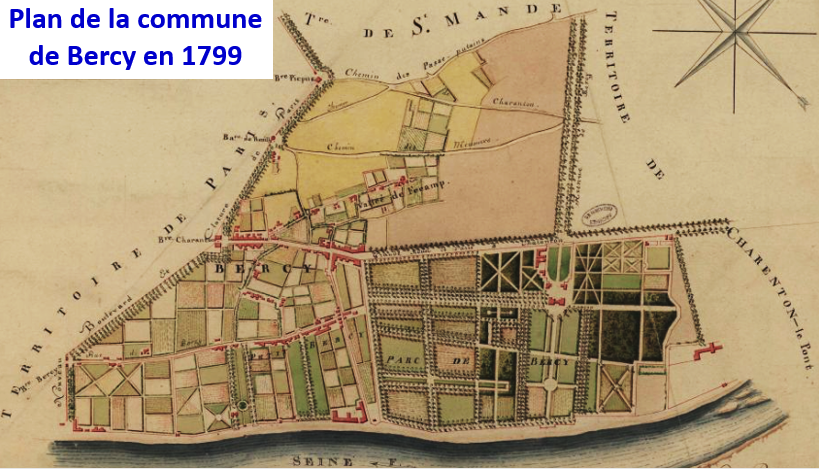
Mapa del municipi de Bercy el 1799

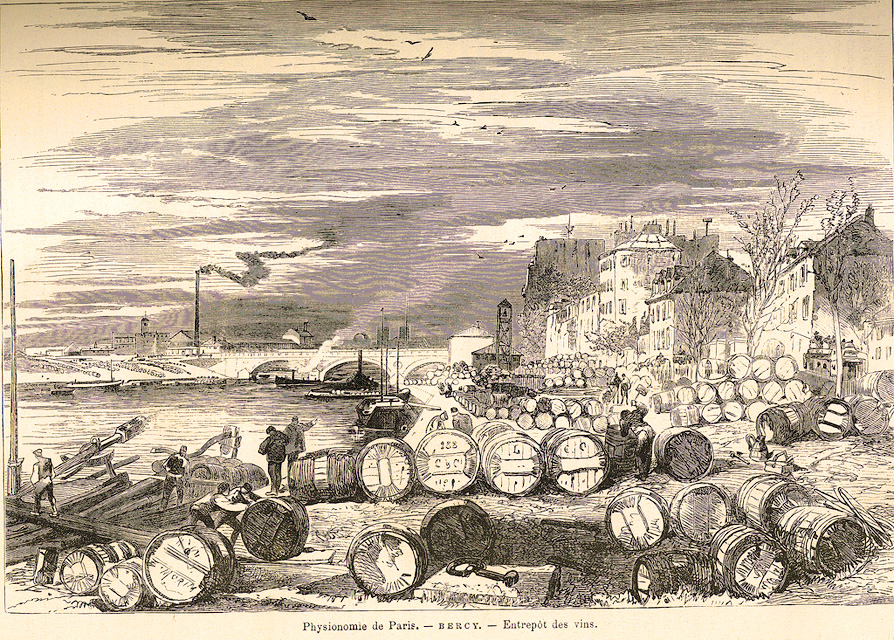
Magatzems de Bercy el 1856

El municipi de Bercy es va crear l'any 1790 poc després de la construcció de la muralla Fermiers généraux entre aquest recinte fiscal i el municipi de Charenton, el límit de la qual es trobava a l'est del de l'actual ciutat de Charenton-le-Pont. La parròquia de Bercy es va crear l'any 1791, l'antiga capella dels sacerdots de la Doctrina Cristiana es va convertir en l'església parroquial.
A finals del s. XVIII els magatzems de vins van ser instal·lats fora de la muralla dels Fermiers généraux, primer a l'antiga finca de Rapée (emplaçament de l'actual Palau omnisports de Bercy) després des del començament del s. XIX. més amunt sobre els antics parcs de les cases de plaer de la rue de Bercy i del moll (emplaçament de l'actual parc de Bercy) per tal d'evitar passar per les barreres de la concession. Els barrils amb destinació a la capital arriben en vaixell al Sena i són descarregats a La Rapée i emmagatzemats als cellers de Bercy.
Aquests magatzems desenvolupats a la finca del Petit Château de Bercy per M. de Chabons després per Louis Julius Gallois, alcaldes de Bercy, van ser comprats per Joseph-Dominique Louis, ministre de Finances, restaurats després d'un incendi el 1820 i s'estengueren riu amunt fins a la rue de la Grange aux Merciers (emplaçament de l'actual avinguda dels Terroirs-de-France).
A principis del segle xix la finca del Château de Bercy va ser presa per la família Nicolaÿ.
L'any 1823 es va erigir una nova església, l'església de Notre-Dame-de-la-Nativité de Bercy.

### La divisió del municipi de Bercy

Bercy
Johan Barthold Jongkind, 1868
Museu d'Art de Cleveland

La llei del 16 de juny de 1859 trasllada els límits municipals de París del mur dels Fermiers généraux al recinte de Thiers. El municipi de Bercy fou dissolt i el seu territori repartit entre els de París i Charenton.
La part annexada a París el 1859 s'agregà al 12é arrondissement de París també anomenat arrondissement de Reuilly. Aquesta part es repartí entre tres dels 80 barris administratius de París:
- el barri de Bercy per la part al sud de la rue de Charenton;
- el barri de Picpus per la part al sud de l'actual carrer de Picpus (antic camí de la Croix-Rouge); el cementiri de Bercy es troba, així, al barri de Picpus;
- el barri de Bel-Air per una petita part al sud de l'actual avinguda Daumesnil (antic chemin des Marais o des Passe-Putains).[2]

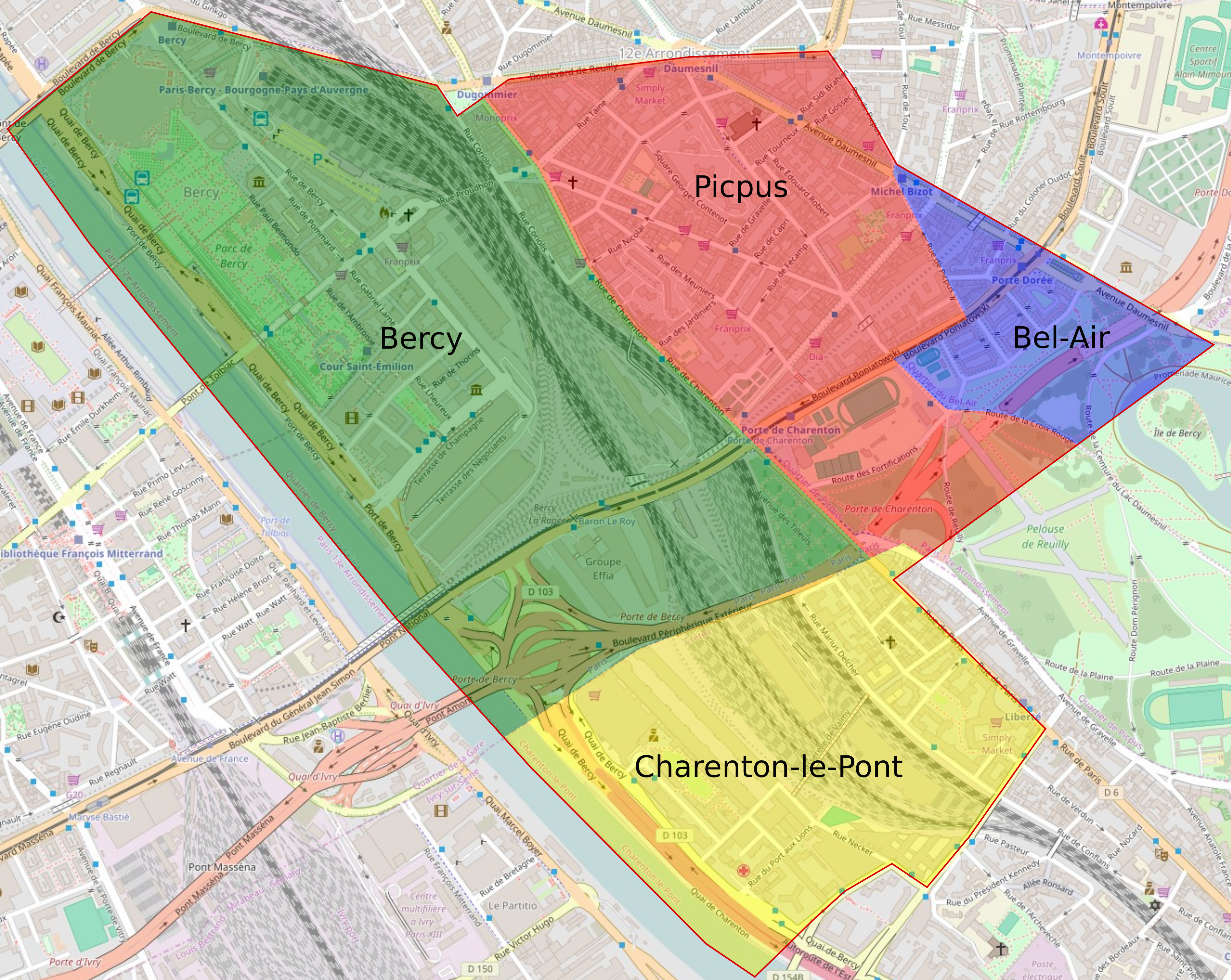
Distribució del territori municipal entre els districtes parisencs i Charenton-le-Pont

## Alcaldes de Bercy
Llista d'alcaldes que van administrar el municipi de Bercy de 1790 a 1860:
- Del 1790 al 1800: Edme Renat;
- Del 1800 al 1814: Nicolas-Henry Dufflocq;
- Del 1814 al 1815: de Chabons;
- Del 1815 al 1821: Louis Welsh;
- Del 1821 al 1830: Aymard-Chrétien, comte de Nicolaÿ;
- Del 1830 al 1832: François Marie Renet;
- El 1832: Louis-Marie-Philibert Portier;
- Del 1832 al 1857: Pierre-Francois-Marie Libert;

- Del 1857 al 1859: André Aquart.

## Personalitats vinculades al municipi
- Alexandre Defaux, pintor nascut a Bercy el 1826